# Kolarovec
Kolarovec is een plaats in de gemeente Cestica in de Kroatische provincie Varaždin. De plaats telt 278 inwoners (2001).